# Рутул
Рутул (рут. Мыхӏад) — высокогорное село в Дагестане, административный центр Рутульского района и сельского поселения Сельсовет Рутульский. Историко-культурный центр рутульского народа. Рутул наряду с Лучеком — политический центр рутульских исторических государственных образований.

## География
Рутул расположен в юго-восточной части Рутульского района, в верховьях долины реки Самур, в устье рек Лалаан и Рутул, в 280 км к юго-западу от города Махачкала. К северу от села проходит Самурский хребет, а к югу — Гельмец-Ахтынский. Рядом с селом расположена гора Деавгай.

## История
Слово «рутулец» происходит от названия села «Рутул», наиболее крупного рутульского селения. Причем Рутулом называют это селение азербайджанцы и частично лезгины, от которых данный термин вошел в русский язык. Сами же рутульцы именуют его Мыхед (Мегьед), а жителей —  мыхабор (мегьебор).
Образование села
В преданиях об образовании села говорится, что Рутул возник в результате слияния семи родовых поселений: Мыград (находится между селениями Киче и нынешним Рутулом), Сырггад (между Рутулом и Хнюхом), Мукъӏгид джабыр (в дельте ручья, протекающего посреди села), Йукьуб цӏуд гъад (цӏуд гид), Лыхцӏырак, Русу, Малакӏадыды. Инициатором объединения родовых поселений считается некто Кьубай. Жители из Мыгра переселились в ахыды магьӏле, с ними же связывают название места в Рутуле Мыгра-Гъӏа. Жители Сыргга переселились в хьурад магьӏле; Мукъӏуухьдед, Мукъӏгид джабыр, Лыхцӏырак — в къархыыды магӏле, а Малакӏдыы — в къархыыды магӏле.
В 1226 году, согласно местной эпиграфии, здесь велось капитальное строительство.
В XIII веке, во времена монгольского нашествия, Рутулу и Цахуру удалось избежать зависимости от Золотой Орды и образовать два крупных общинных союза.
Упоминается о существовании с начала XII века центров образования и книжной культуры в Рутуле и Цахуре, распространённости арабской и местной грамотности, ремёсел (металлообработка, строительное дело и т. п.)
В XV веке образовывается Рутульское вольное общество с центром в Рутуле.
В 1536 году рутульский бек в союзе с Казикумухским шамхальством нападают, разоряют и сжигают Ахты. В 1541 году ахтынский Хасан-бек ибн Мухаммад-бек, поддерживаемый правителем Дербента Алхас-Мирзой ад-Дарбанди, нападает, грабит и сжигает Рутул. В 1542 году рутульцы, при поддержке Кубы, вновь разграбили Ахты..
В 1839 году, в ответ на захват наибом Агабеком Рутульским Нухи в результате Самурского похода генерала Головина, Даниял-бек Илисуйский занимает Рутул, но при этом Агабек Рутульский не сдался и все больше получал поддержку из Борча. Рутульское вольное общество было ликвидировано, а его территория была присоединена к Российской империи, в составе которой Рутул относился к Рутульскому наибству Самурского округа Дагестанской области.
В 1907 году община Рутула имела поголовье овец и коз общей численностью в 22,5 тысяч голов. В 1914 году в Рутуле было открыто одноклассное светское училище, где обучалось около 20 детей. В 1929 году Рутул стал административным центром новообразованного Рутульского района.
Со второй половины XIX в. увеличились торговые связи с соседними народами и между самими рутулами. На базарах в Нухе, Казикумухе и в других крупных селах рутулы продавали излишки животноводческих продуктов и приобретали хлеб, изделия кустарной промышленности и фабричные товары. В 1892 г. был открыт еженедельный базар в Рутуле, просуществовавший несколько лет. Постоянная торговля сосредоточивалась в лавках, которые содержали рутулы. Рутул являлся одним из торгово-экономических центров внутри народностей южного Дагестана.
В советский период в Рутуле имелось небольшое число ювелиров-серебрянников

## Население
| 1895  | 1926  | 1939  | 1959  | 1970  | 1979  | 1989  |
| ----- | ----- | ----- | ----- | ----- | ----- | ----- |
| 1990  | ↘1769 | ↗2419 | ↘2217 | ↗3142 | ↗3974 | ↘2963 |
| 2002  | 2010  | 2021  |       |       |       |       |
| ↗3958 | ↗4132 | ↘4037 |       |       |       |       |

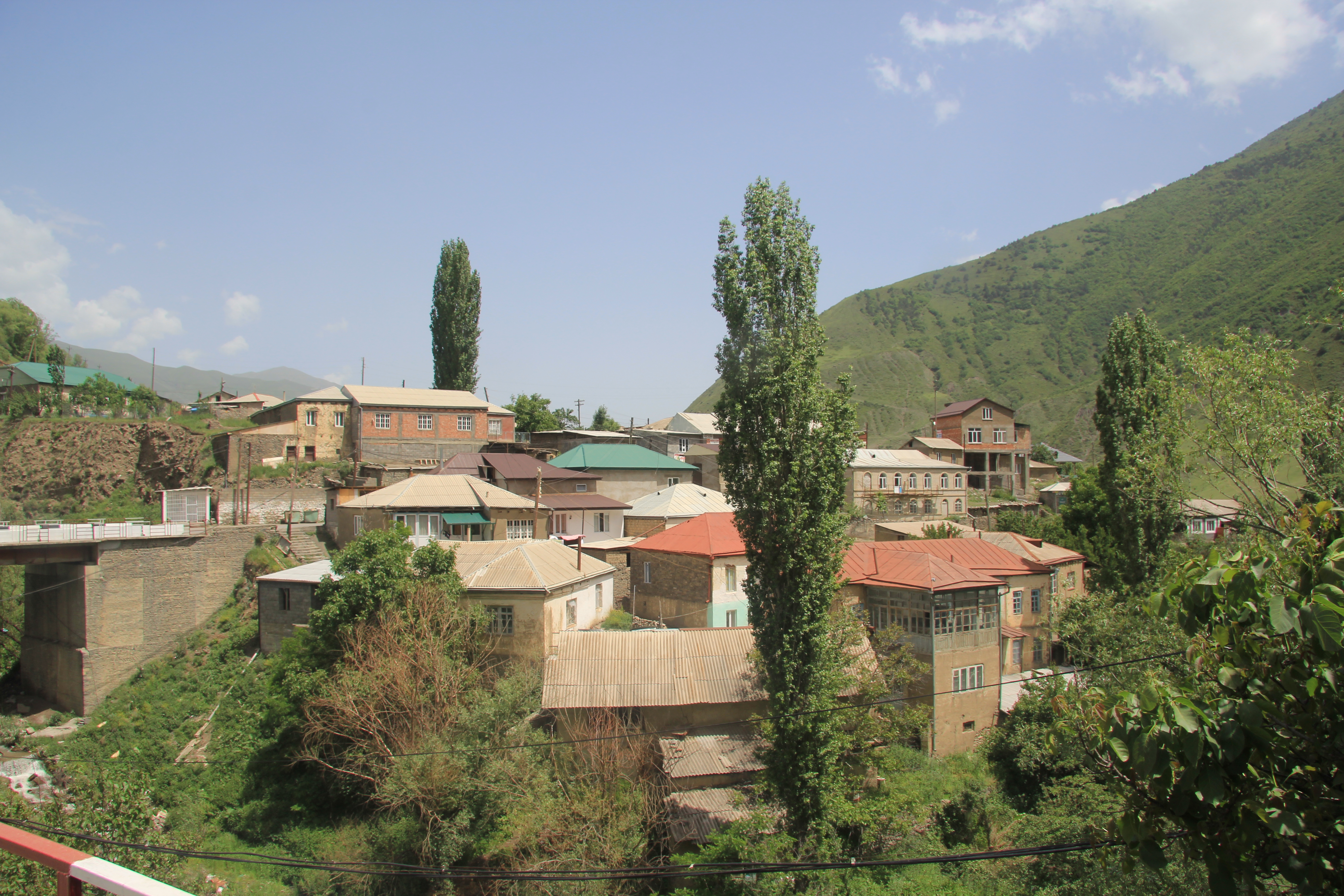
Один из исторических кварталов Рутула

Согласно переписи 1888 года, население было указано как лезгины с рутульским языком
Национальный состав села по переписи 2002 года:
- рутульцы — 3632 чел. (91,8 %)
- русские — 162 чел. (4,1 %)
- цахуры — 73 чел. (1,8 %)
- лезгины — 39 чел. (1 %)
- прочие — 52 чел. (1,3 %)[27]

В Рутуле насчитываются представители 61 тухума (патронимий): Кӏирзилиер, Сагьидер, Чилхъуйер, Гьали-Юсуфар, Месийер, Кӏомбарар, ЧӏаIкъыйер, Эьмэдер, КӏаIраӏгъыйер, Мусалыер, Мамашийер, Сийдийер, Къазибегер, Аддулвэлиер, Къафланар, Бэхъер, Кичиханар, Эмыйер, Татар, Гьивизарыйер, Бакӏыйер, Къадимер, Артухъыйер, Кетер, Гьаӏсанханар, Дилерийер, Танхъыйер, Джырыхыйер, Темезер, Палашер, Суьлийер, Халакыйер, Бицӏанийер, Карыйер, Тӏкьыйер, Фалыер, Сандусарар, Йеричивар, Хыркӏыйер, Хъинкийер, Кьартӏыйер, Центӏийер, Кьуцурыйер, Аӏмычер, Кьубыйер, Гьуӏмыйер, Мацанар, Къункъунар, Лаккуйер, Дзыдзыхъыйер, Шинтӏийер, Битӏийер, Суьхьуьйер, Къазатийер, Къузукьуйер, Шитӏанийер, Шебетийер, Магъаӏрамар, Кӏакӏалыйер, Уӏмыер.

## Известные уроженцы
Родившиеся в Рутуле

## Топографические карты
- Лист карты K-38-95 Рутул. Масштаб: 1 : 100 000. Издание 1977 г.